# مارکوس وینیسیوس دیاس
مارکوس وینیسیوس دیاس (انگلیسی: Marcus Vinícius Dias; ۲۲ ژانویهٔ ۱۹۲۳ – ۱ ژانویهٔ ۱۹۹۲) بازیکن بسکتبال اهل برزیل بود.
از باشگاه‌هایی که در آن بازی کرده‌است می‌توان به باشگاه فوتبال فلومیننزه اشاره کرد.